# Tage Gleerup
Tage Fredrik Gleerup, född 12 februari 1883 i Lund, död 18 september 1930 i Förenta staterna, var en svensk militär. 
Tage Gleerup var son till bokförläggaren Jacob Gleerup i dennes äktenskap med Emeerentia (Emmy) Liedholm. Han  var från augusti 1918 till december 1921 överste och chef för  persiska gendarmeriet.
Tage Gleerup omkom i en bilolycka. Han är gravsatt på Östra kyrkogården i Lund.